# Librería Europa
La librería Europa fue una librería situada en la ciudad de Barcelona y regentada por Pedro Varela, antiguo presidente de CEDADE. Fue cerrada en 2016 por orden judicial por vender libros de propaganda nazi y negacionista del Holocausto, tras más de dos décadas siendo uno de los principales puntos de difusión de estas ideologías en Cataluña.

## Actividad
La librería organizaba conferencias sobre temas relativos al nazismo y la negación del Holocausto, la promoción del antisemitismo y la animadversión hacia otros colectivos étnicos, migrantes y personas LGTBI.
El 24 de noviembre de 2007 programó una charla del exlíder del Ku Klux Klan David Duke para presentar su libro titulado Supremacismo judío. La charla fue suspendida tras una resolución judicial que hubiera permitido a la policía identificar a los asistentes de dicho acto.

## Actuaciones judiciales
En 1996, la librería Europa fue intervenida por orden del Fiscal Jefe de Cataluña, por considerar que era un centro de apología nazi; en el registro, los Mozos de Escuadra intervinieron el archivo de la organización CEDADE y 20.900 libros con contenido fundamentalmente revisionista. La librería Europa no cerró en su momento.
Pedro Varela, dueño de la librería, fue juzgado en 1998 por vender libros históricos, bajo la acusación de «incitación al odio racial y apología», y fue condenado a cinco años de cárcel, se le impuso una importante multa y se le ordenó la destrucción de 20.900 libros. La Audiencia Provincial de Barcelona, sin embargo, consideró que una de las leyes utilizadas para condenar a Varela podría ser inconstitucional, por lo que la sentencia fue recurrida ante el Tribunal Constitucional de España, que sentenció el 17 de noviembre de 2007 que la negación del Holocausto entra dentro de la libertad de expresión.
El 10 de abril de 2006 las fuerzas policiales y judiciales, ordenaron una nueva entrada en la librería Europa y requisaron unos 6.000 libros de Ediciones Ojeda, editorial relacionada con Pedro Varela que edita libros de contenido nacionalsocialista y revisionista.
En 2010 un tribunal de Barcelona lo sentenció a una pena de un año tres meses de reclusión, por el delito de «difusión de ideas genocidas», además de sentenciarlo a otro año y seis meses, «por atentar contra los derechos fundamentales y las libertades públicas garantizados por la Constitución». El juzgado ordenó además confiscar la totalidad de los libros empleados para cometer tales ilícitos, junto a una serie de objetos relacionados con la acción delictual, entre los que destacan un busto de Adolfo Hitler, banderas con esvásticas y afiches de propaganda nazi.
En marzo de 2013 el Tribunal Europeo de Derechos Humanos dictaminó que España debe pagarle 13 000 euros de indemnización (8.000 por daños morales y el resto por costes), por considerar que el acusado vio mermado su derecho a la defensa en un proceso que se remonta a 1996.
El 9 de julio de 2016, por orden judicial a instancias de la fiscalía especial para delitos de odio y discriminación de Barcelona y su titular Miguel Ángel Aguilar, los Mozos de Escuadra precintaron la librería, detuvieron a cuatro personas y se incautaron de 15 000 libros. Además, el Ayuntamiento de Barcelona ordenó el cese de la actividad por carecer de licencia de actividad y no cumplir las medidas de seguridad obligatorias. Simultáneamente su propietario, Pedro Varela, las dos secretarias de la tienda y dos amigos colaboradores, son encausados simultáneamente acusados de asociación ilícita.
En abril de 2017 Pedro Varela fue condenado a 6 meses de prisión, multa de 1100 € e indemnización de 68.000 € a los propietarios de los derechos de autor del libro Mein Kampf de Adolf Hitler, además de prohibición de ejercer su profesión de editor durante un año. En 2024 fue condenado a un año y medio de prisión por incitar al odio como parte de su actividad en la tienda, y absuelto de asociación ilícita. Asimismo, quedó inhabilitado para cualquier profesión relativa a la venta, distribución o edición de libros o la docencia.

## Protestas
El 7 de mayo de 1993 la librería fue atacada durante unos disturbios por el asesinato de Guillem Agulló.
Coincidiendo con la huelga general del miércoles 29 de septiembre de 2010 tuvo lugar un nuevo ataque sobre la librería. Un grupo formado por decenas de personas, y que según los testigos portaban banderas negras, asaltaron el local sobre las 12 del mediodía y efectuaron destrozos del mobiliario así como pintadas en las paredes y persianas. En 2016 el partido neonazi Democracia Nacional realizó una protesta a pocos metros de la librería Europa en apoyo de Pedro Varela ante el anuncio de su cierre por orden judicial.